# Double Arch

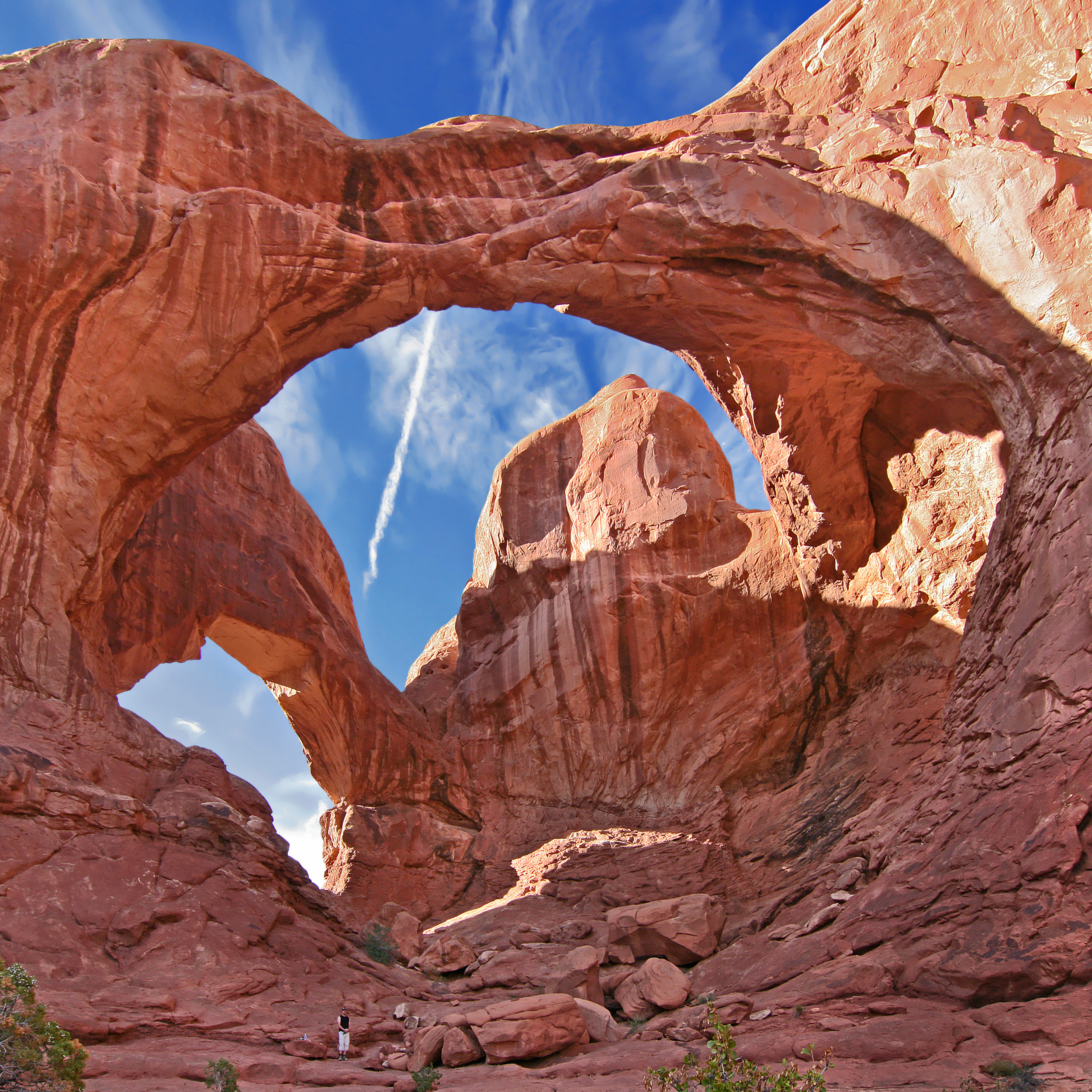
Double Arch

Double Arch (dosłownie Podwójny Łuk) – para naturalnych łuków skalnych o wspólnym jednym końcu. Znajduje się w stanie Utah w Stanach Zjednoczonych, w środkowej części Parku Narodowego Arches znanej jako The Windows Section. Rozpiętość większego z dwóch łuków wynosi około 50 metrów.
Double Arch znajduje się w stosunkowo łatwo dostępnej części parku. Łuk widać już z parkingu, z którego doprowadzi do niego dobrze utrzymany, piaszczysty szlak pieszy o długości około 0,8 km tam i z powrotem. Przejście nim do łuku i z powrotem zajmuje przeciętnie około 15–30 minut.
Na tle łuku rozgrywa się otwierająca scena filmu Indiana Jones i ostatnia krucjata. Przedstawiona w filmie jaskinia w rzeczywistości jednak nie istnieje.